# Дамм (Росток)
Дамм (нем. Damm) — община в Германии, в земле Мекленбург-Передняя Померания.
Входит в состав района Даммерсторф. Подчиняется управлению Варнов-Ост. Население составляет 672 человека (на 31 декабря 2006 года). Занимает площадь 16,52 км².